# Al-Futowa SC Dayr al-Zor
L'Al-Futowa Sports Club (àrab: نادي الفتوة الرياضي, ‘Club Esportiu de la Joventut’) és un club de futbol sirià de la ciutat de Deir al-Zor. Va ser fundat el 1950.

## Palmarès
- Lliga siriana de futbol:[2]
  - 1990, 1991, 2023, 2024
- Copa siriana de futbol:[3]
  - 1988, 1989, 1990, 1991